# أسل أورونو
أسل أورونو (الاسم العلمي: Juncus oronensis) نوع نباتي يتبع جنس الأسل وينتمي إلى الفصيلة الأسلية.